# Hittin' the Note
Hittin' the Note är ett musikalbum från 2003 av The Allman Brothers Band. Det var deras första album med slidegitarristen Derek Trucks och basisten Oteil Burbridge och även det första utan gitarristen och originalmedlemmen Dickey Betts.
Albumet nådde 37:e plats på Billboard 200.

## Låtlista
1. "Firing Line" (Gregg Allman/Warren Haynes) - 5:18
2. "High Cost of Low Living" (Gregg Allman/J. Anders/R. Burgin/Warren Haynes) - 7:52
3. "Desdemona" (Gregg Allman/Warren Haynes) - 9:21
4. "Woman Across the River" (Bettye Crutcher/A. Jones) - 5:52
5. "Old Before My Time" (Gregg Allman/Warren Haynes) - 5:24
6. "Who to Believe" (Warren Haynes/John Jaworowicz) - 5:39
7. "Maydell" (Warren Haynes/Johnny Neel) - 4:35
8. "Rockin' Horse" (Gregg Allman/Warren Haynes/J. Pearson/Allen Woody) - 7:24
9. "Heart of Stone" (Mick Jagger/Keith Richards) - 5:07
10. "Instrumental Illness" (Oteil Burbridge/Warren Haynes) - 12:17
11. "Old Friend" (C.J. Anderson/Warren Haynes) - 6:13